# Holodiscus discolor
Holodiscus discolor là loài thực vật có hoa trong họ Hoa hồng. Loài này được (Pursh) Maxim. mô tả khoa học đầu tiên năm 1879.

## Hình ảnh

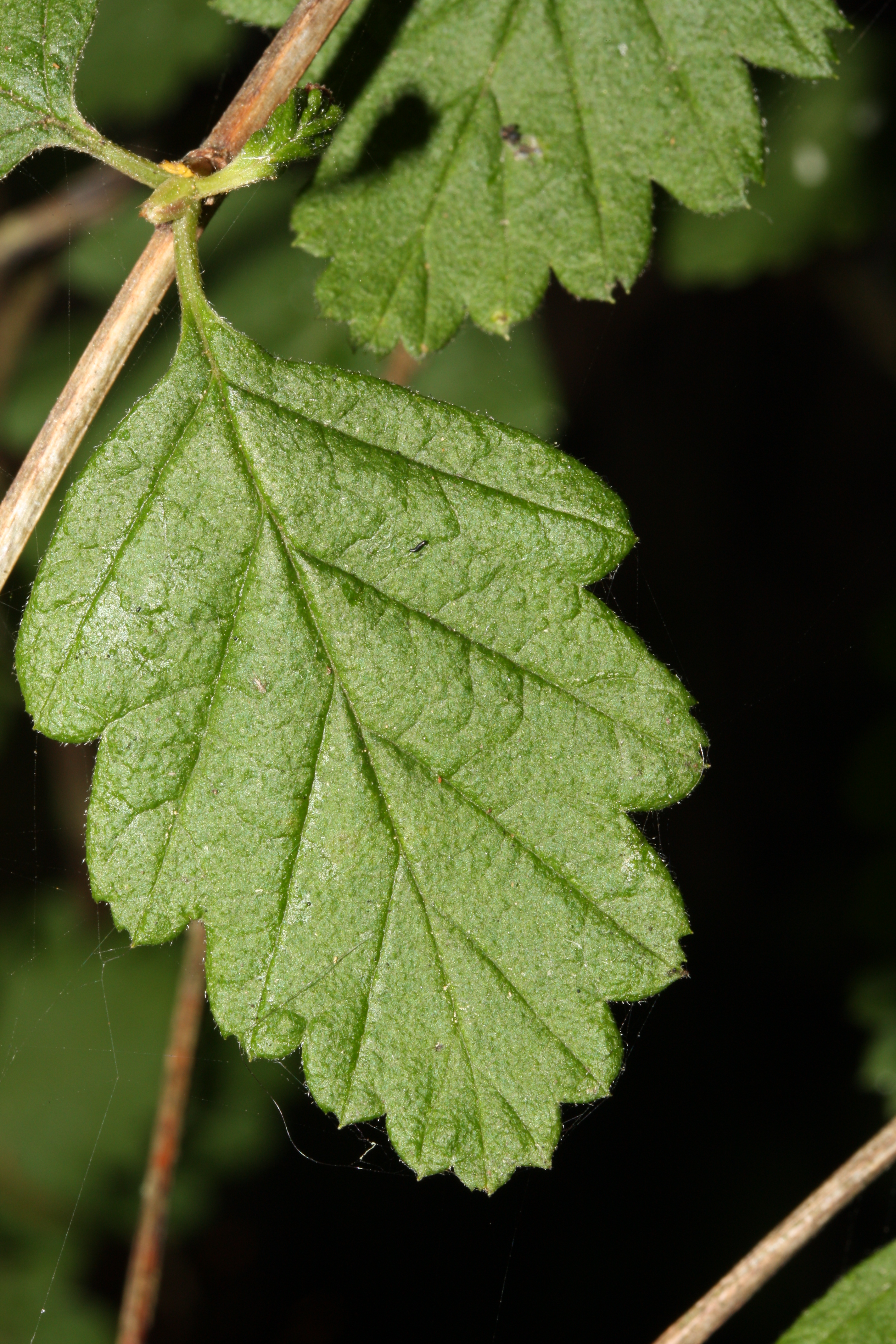
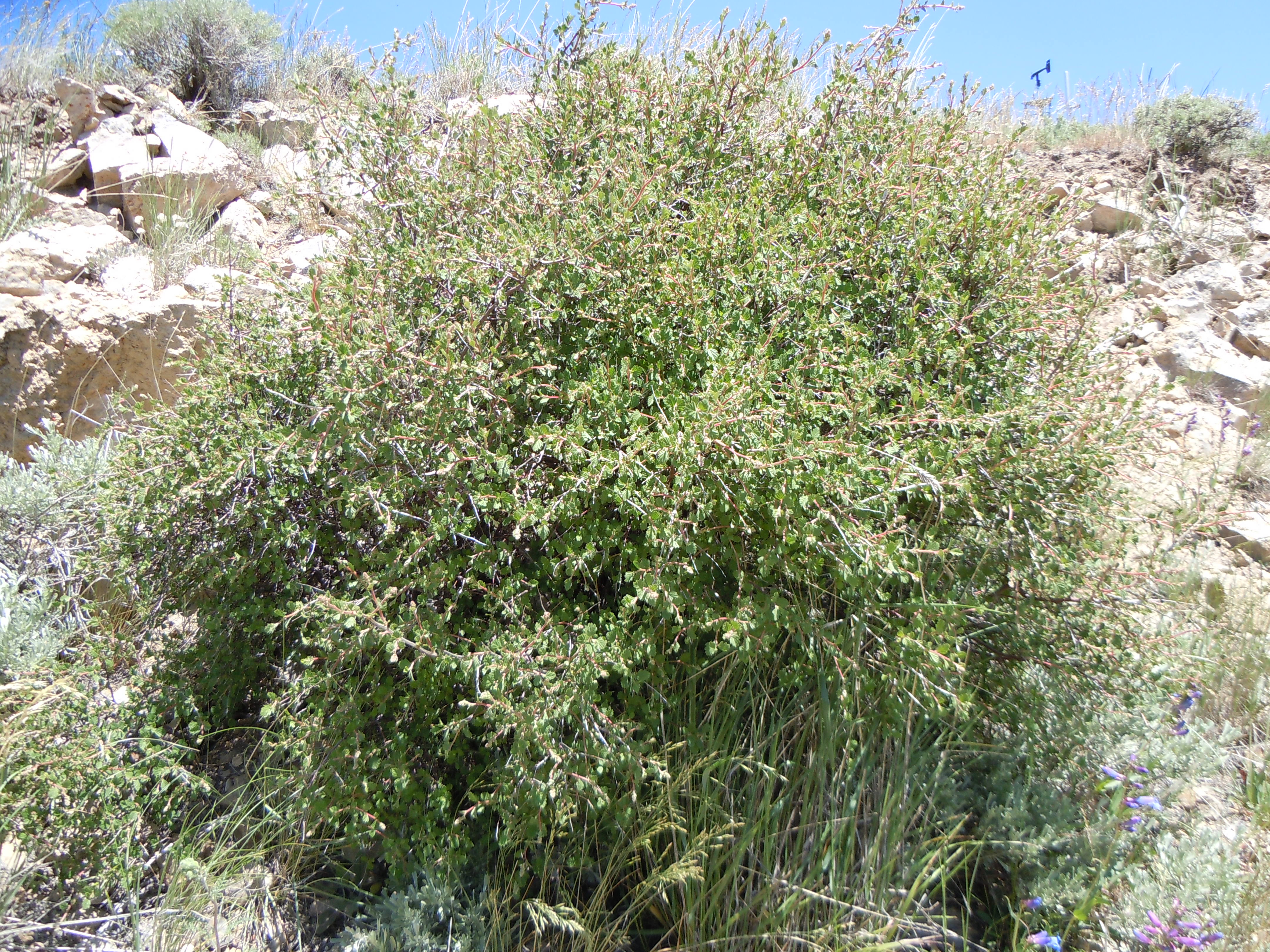
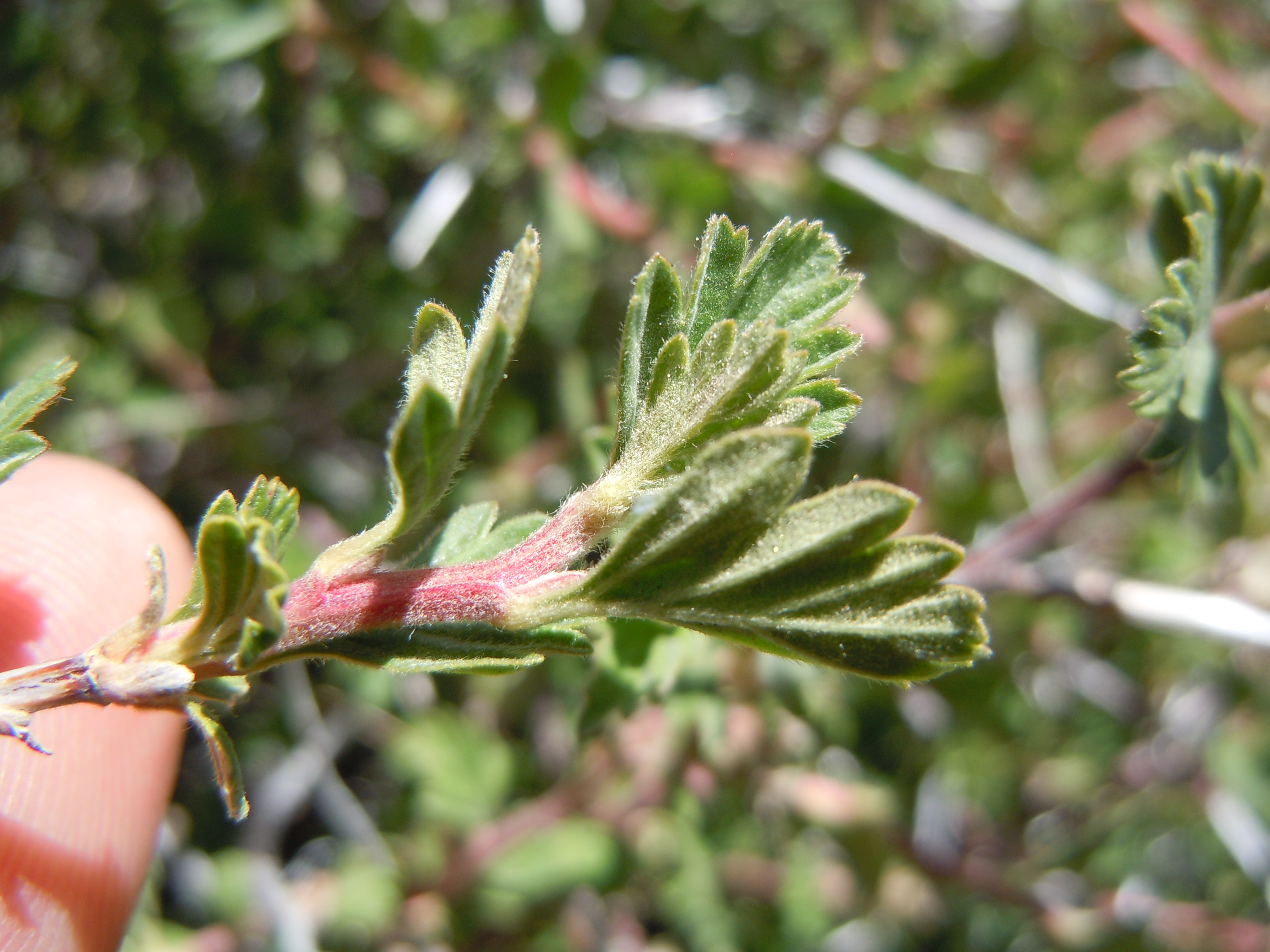
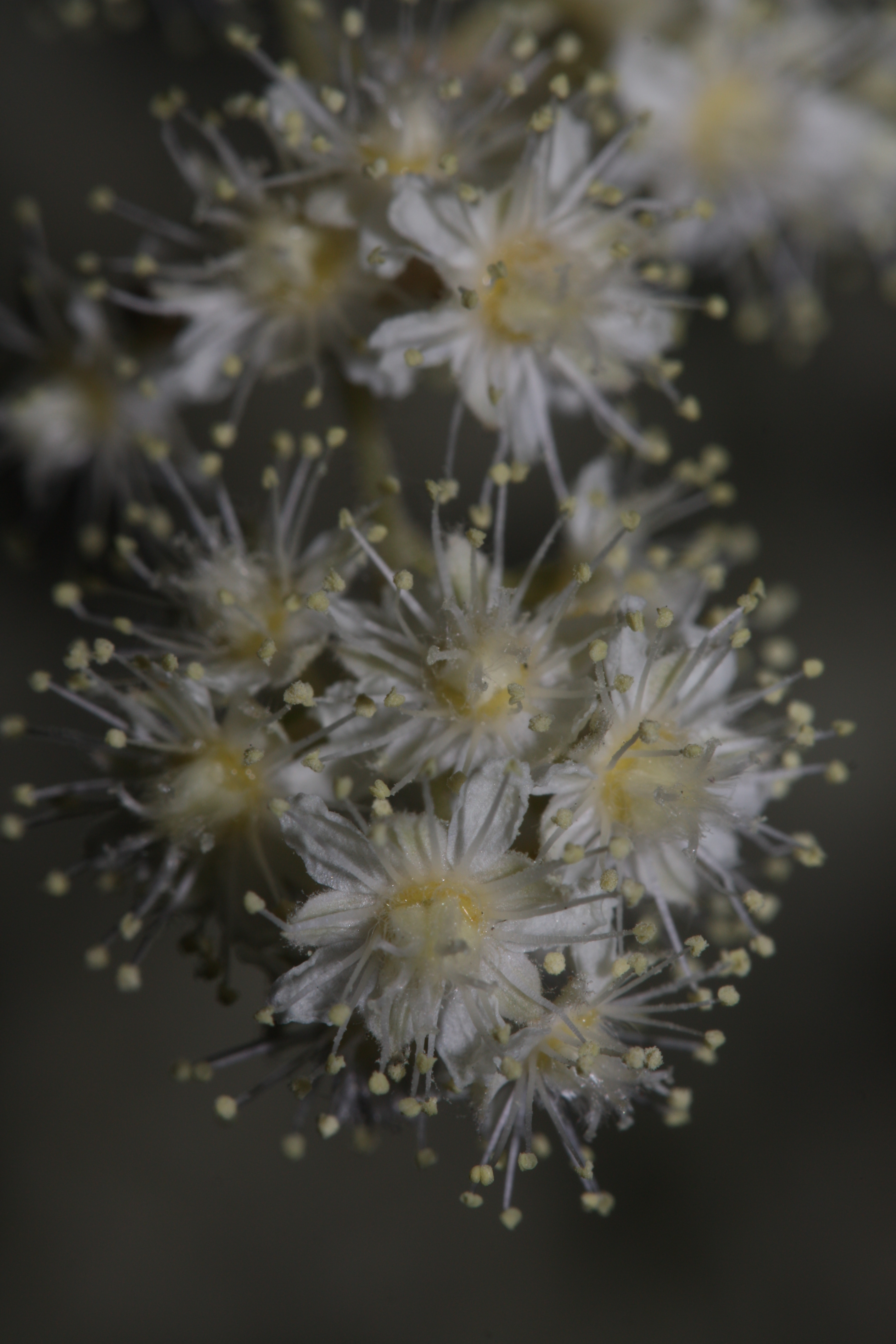